# Lopian
Lopian is een bestuurslaag in het regentschap Tapanuli Tengah van de provincie Noord-Sumatra, Indonesië. Lopian telt 2697 inwoners (volkstelling 2010).